# 43293 Banting
43293 Banting è un asteroide della fascia principale. Scoperto nel 2000, presenta un'orbita caratterizzata da un semiasse maggiore pari a 3,1640491 UA e da un'eccentricità di 0,0675880, inclinata di 5,96984° rispetto all'eclittica.
L'asteroide è dedicato a Frederick Grant Banting, fisiologo ed endocrinologo canadese, scopritore dell'insulina.